# Волошко Тетяна Миколаївна
Тетя́на Микола́ївна Воло́шко (* 1955) — майстриня художнього ткацтва. Художник декоративно-прикладного мистецтва. Від 1990 року — в складі НСХУ.

## З життєпису
Народилась 1955 року в Харкові. 1980-го закінчила Львівський інститут декоративного та прикладного мистецтва.
Протягом 1980—1990 років працювала на Харківському та Полтавському художньо-виробничих комбінатах.
Учасниця всеукраїнських мистецьких виставок від 1987 року.
Авторка гобеленів:
- «Пісня Землі» (1984)
- «Скрипаль» (1984)
- «Годинник» (1986)
- «Ікар» (1988)
- «Пори року» (1989).

Чоловік — Колесников Володимир Григорович (1951—2014) — Народний художник України. Мати Володимира та Дмитра Колесникових.